# Kepler-16
Kepler-16 è una stella binaria a eclisse, distante circa 200 anni luce dalla Terra che si trova nella costellazione del Cigno. La stella è stata studiata dalla missione Kepler della NASA, che ha scoperto un pianeta extrasolare, chiamato Kepler-16 (AB)b, orbitante attorno alle stelle.

## Caratteristiche
Le due stelle orbitano attorno al proprio centro di massa comune in un periodo di 41 giorni, sono entrambe più piccole del Sole. La principale, Kepler-16 A, è una nana arancione di tipo spettrale K e possiede una massa di 0,69 masse solari, mentre la secondaria, Kepler-16 B, è una nana rossa di tipo spettrale M e 0,203 masse solari. Il semiasse maggiore della loro orbita è di 0,22 UA.

## Pianeta
Il pianeta, Kepler-16 (AB)b, è un gigante gassoso che orbita attorno alle due stelle paragonabile come dimensioni e massa a Saturno. Il semiasse maggiore dell'orbita del pianeta è di 0,7048 U.A. con un'inclinazione di 90,0322°. Il suo periodo orbitale è di poco inferiore ai 229 giorni

## Prospetto del sistema planetario
| Pianeta | Tipo            | Massa            | Raggio    | Periodo orb.   | Sem. maggiore      | Eccentricità | Scoperta |
| ------- | --------------- | ---------------- | --------- | -------------- | ------------------ | ------------ | -------- |
| b       | Gigante gassoso | 0,333 ± 0,016 MJ | 0,7538 RJ | 228,776 giorni | 0,7048 ± 0,0011 UA | 0,0069       | 2011     |